# Krista Kelly
Krista Kelly (18 de junio de 1977) es una modelo y actriz canadiense. Fue elegida Playmate del Mes en abril de 2004 para Playboy.  

## Carrera
Kelly es Playmate del Mes para Playboy de abril de 2004. Kelly ensayó para ser Playboy scouts cuando buscaban modelos para The 50th Anniversary Playmate Hunt. Apareció en las láminas ilustradas de diciembre de 2003. Ella apareció en el calnedario de bañadores Playmates at Play at the Playboy Mansion de 2005 como la chica Noviembre. Es clasificada como la número cinco en la lista Top Canadian Playmates de AskMen.com.

## Vida personal
Kelly nació en Toronto, Ontario, Canadá. Empezó a trabajar como modelo cuando tenía quince años. Kelly se describió a sí misma como tomboy durante sus años adolescentes. Juega deportes, y le gusta ver hockey.